# Dziadkowice (gmina)
La gmina de Dziadkowice est une commune rurale polonaise de la voïvodie de Podlachie et du powiat de Siemiatycze. Elle s'étend sur 115,71 km2 et comptait 3.058 habitants en 2006. Son siège est le village de Dziadkowice qui se situe à environ 14 kilomètres au nord de Siemiatycze et à 66 kilomètres au sud de Bialystok.

## Villages
Outre le village de Dziadkowice la gmina comprend les villages et localités de Brzeziny-Janowięta, Dołubowo, Hornowo, Hornowszczyzna, Jasienówka, Kąty, Korzeniówka, Lipiny, Malewice, Malinowo, Osmola, Smolugi, Smolugi-Kolonia, Wojeniec, Zaminowo, Zaporośl, Zaręby, Żuniewo et Żurobice.

## Gminy voisines
La gmina de Dziadkowice est voisine des gminy de Boćki, Brańsk, Grodzisk, Milejczyce et Siemiatycze.